# J to tha L-O!: The Remixes
J to tha L-O!: The Remixes prvi je album s remiksevima američke pjevačice Jennifer Lopez objavljen 5. veljače 2002. u izdanju Epic Recordsa.

## O albumu
Album je debitirao na prvom mjestu američke top liste albuma postavši prvi album s remiksevima kojemu je to uspjelo. U prvom tjednu prodaje prodan je u 150.000 primjeraka, a do sada je prodan u oko tri milijuna primjeraka. Album je četvrti najprodavaniji album s remiksevima svih vremena. S albuma su izdana dva Murder Remixa pjesama koje se nalaze na njenom albumu J. Lo ("Ain't It Funny" te "I'm Real") kao i remiks pjesme "I'm Gonna Be Alright". Na albumu se također nalazi balada "Alive" kao i remiks pjesme "Walking on Sunshine" koja jedina od svih na albumu nije izdana kao singl. Na europskom izdanju albuma nalaze se i remiks španjolske verzije pjesme "Ain't It Funny" te remiksevi pjesama "Si Ya Se Acabó" te "Una Noche Más" kao i remiks singla "No Me Ames" na kojem gostuje Marc Anthony.

## Popis pjesama
| Br. | Skladba                                           | Trajanje |
| --- | ------------------------------------------------- | -------- |
| 1.  | »Love Don't Cost a Thing« (RJ Schoolyard remix)   | 4:18     |
| 2.  | »Ain't It Funny« (Murder remix)                   | 3:49     |
| 3.  | »I'm Gonna Be Alright« (Track Masters remix)      | 3:53     |
| 4.  | »I'm Real« (Murder remix)                         | 4:18     |
| 5.  | »Walking on Sunshine« (Metro remix)               | 5:50     |
| 6.  | »If You Had My Love« (Darkchild Master mix)       | 4:11     |
| 7.  | »Feelin' So Good« (Bad Boy remix)                 | 4:27     |
| 8.  | »Let's Get Loud« (Pablo Flores remix)             | 5:29     |
| 9.  | »Play« (Sack International remix)                 | 4:18     |
| 10. | »Waiting for Tonight« (Hex's Momentous radio mix) | 4:32     |
| 11. | »Alive« (albumska verzija)                        | 4:40     |

| 12. | »Si Ya Se Acabó« (radio remix)      | 3:33 |
| 13. | »Que Ironia« (Tropical Dance remix) | 3:48 |
| 14. | »Una Noche Más« (Pablo's Miami Mix) | 4:05 |
| 15. | »No Me Ames« (Tropical remix)       | 5:34 |

## Top liste
| Top liste (2002.)      | Pozicija |
| ---------------------- | -------- |
| Australija             | 11       |
| Austrija               | 11       |
| Belgija (Flandrija)    | 8        |
| Belgija (Valonija)     | 9        |
| Nizozemska             | 5        |
| Francuska              | 14       |
| Njemačka               | 5        |
| Novi Zeland            | 3        |
| Švedska                | 39       |
| Švicarska              | 14       |
| Ujedinjeno Kraljevstvo | 4        |
| SAD Billboard 200      | 1        |
| SAD R&B/Hip-Hop Albums | 1        |

## Singlovi
I'm Real (Murder Remix)
Prvi singl s albuma bio je "I'm Real (Murder Remix)". Objavljen je kao dvostruki singl s originalnom verzijom singla. Singl se pokazao kao veliki uspjeh zauzevši prvo mjesto američke top liste singlova te postavši njen drugi broj 1 tamo.
Ain't It Funny (Murder Remix)
Drugi i ujedno najavni singl za album bio je "Ain't It Funny (Murder Remix)". Singl je Murder remix pjesme "Ain't It Funny". Singl se također pokazao kao veliki uspjeh zauzevši, kao i "I'm Real", prvo mjesto američke top liste singlova. Za razliku od "I'm Real", "Ain't It Funny" i njegov Murder remix na top liste su dospjeli odvojeno.
I'm Gonna Be Alright
"I'm Gonna Be Alright" treći je singl izdan s albuma. Za singl je odabran remiks TrackMastersa. Singl je, baš kao i protekla dva, bio veoma uspješan. Najveći uspjeh je zabilježio u Ujedinjenom Kraljevstvu gdje je dospio na treće mjesto tamnošnje top liste singlova.
Alive
Četvrti i posljednji singl s albuma bio je "Alive". Riječ je o dance baladi koja je uspjeh postigla jedino na dance top listama u SAD-u. Alive je nakon "No Me Ames" njena druga balada u karijeri.

## Prodaja i certifikacije
| Država                 | Certifikacija | Prodaja   |
| ---------------------- | ------------- | --------- |
| Australija             | zlatna        | 35.000    |
| Kanada                 | platinasta    | 100.000   |
| Francuska              | zlatna        | 13.000    |
| Nizozemska             | zlatna        | 30.000    |
| Novi Zeland            | zlatna        | 7.500     |
| Ujedinjeno Kraljevstvo | platinasta    | 300.000   |
| SAD                    | platinasta    | 1.500.000 |